# Nasan Tur
Nasan Tur (* 1974 in Offenbach am Main, Deutschland) ist ein deutsch-türkischer Künstler. Er lebt und arbeitet in Berlin.

## Leben und künstlerische Entwicklung
Nasan Tur studierte von 1998 bis 2003 an der Hochschule für Gestaltung in Offenbach am Main und von 2000 bis 2003 an der Hochschule für Bildende Künste in Frankfurt am Main. Während seines Studiums begann er, sich mit politischen und sozialen Themen auseinanderzusetzen, die sein künstlerisches Schaffen bis heute prägen.
Nasan Tur arbeitet mit verschiedenen Kunstformen wie Skulpturen, Zeichnungen, Videos, Fotografien, Performances und Installationen. In seinen Werken erforscht er, wie Gesellschaft funktioniert, wie Produktion und Wert miteinander verbunden sind und welche Rolle Macht in der Kommunikation spielt. Durch seine Interventionen regt er die Betrachter dazu an, diese Themen neu zu hinterfragen. Seine Werke beschäftigen sich damit, wie Vorbilder die heutige Gesellschaft prägen und ab wann Menschen bereit sind, sich gegen Unterdrückung, Machtlosigkeit und Manipulation aufzulehnen, um gesellschaftliche Strukturen zu verändern.
Ein zentrales Element in der Kunst von Nasan Tur ist sein eigener Körper, den er einsetzt, zum Beispiel bei dem Versuch, Weltrekorde zu brechen oder bei performativen Aktionen im öffentlichen Raum. Für das Passfoto seines ersten deutschen Personalausweises beispielsweise ließ er sich über Monate hinweg einen Oberlippenbart wachsen, einen sogenannten „Türkenschnauzer“. Dieser Begriff entstand in den 1960er Jahren, als viele Arbeitsmigrantinnen und -migranten aus der Türkei nach Deutschland kamen, und wurde damals abwertend verwendet, um Menschen aus der Türkei zu diskriminieren und ihnen pauschal negative Eigenschaften wie Lautstärke oder Unhöflichkeit zuzuschreiben.  Dieses frühe Selbstporträt war ein dauerhafter Versuch, herauszufinden, wie Klischees und Vorbilder die Wahrnehmung von Menschen beeinflussen. Mit „Der unbekannte Ritter“  entwickelte er ein weiteres langfristiges soziales Experiment: Für die Stadt Graz erfand er die Figur eines osmanischen Ritters und erzählte dessen Antihelden-Geschichte in verschiedenen Versionen. Diese Geschichte verbreitete er in unterschiedlichen Formaten im öffentlichen Raum.
Einige Werke bestehen aus gefundenen Objekten, Zeichen oder Symbolen, die aus ihrem ursprünglichen Zusammenhang gelöst werden und so komplexe soziale Zusammenhänge im Kleinen abbilden. Beispiele dafür sind gesammelte Graffiti-Slogans, die übereinander gesprüht ein großes, unleserliches Meinungsfeld ergeben, oder Berichte über Terroranschläge, die auf die Zahl der Todesopfer reduziert werden. Auch ein Glas Coca-Cola neben ideologisch, religiös oder nationalistisch motivierten Alternativen wie Mecca-Cola, Zam Zam Cola oder Cola Turca gehört dazu. Obwohl seine Werke einen politischen und sozialen Schwerpunkt haben, sind sie oft humorvoll, überraschend und manchmal schockierend.
Neben seiner künstlerischen Tätigkeit hat Tur auch als Kurator gearbeitet und Ausstellungen konzipiert, die das Publikum dazu anregen sollen, über aktuelle politische und soziale Fragen nachzudenken.
Im Jahr 2012 wurde er mit dem Will-Grohmann-Preis der Akademie der Künste Berlin und 2014 mit dem Villa-Massimo-Preis der Deutschen Akademie Rom ausgezeichnet.
Zwischen 2021 und 2022 hatte Tur eine Professur im Postgraduiertenstudiengang Raumstrategien an der Kunsthochschule Weißensee in Berlin inne, bis er 2022 als Professor für das Fach Freie Kunst mit dem Schwerpunkt Bildhauerei an die Hochschule für Bildende Künste Braunschweig berufen wurde.

## Ausstellungen (Auswahl)
Tur hat an zahlreichen Ausstellungen und Biennalen teilgenommen. Im Folgenden eine Auswahl seiner Ausstellungen:

### Einzelausstellungen
- 2001 – Kommunale Galerie, Darmstadt (Deutschland): Testsieger[1][3]
- 2002 – Presseamt, Frankfurt am Main (Deutschland): Meister Yang[1][3]
- 2003 – W12 Studio, Städelschule, Frankfurt am Main (Deutschland): Waterresistant[1][3]
- 2003 – Altes Hauptzollamt, raumpool e.V., Frankfurt am Main (Deutschland): BAR[1][3]
- 2004 – Forum im Dominikanerkloster, Frankfurt am Main (Deutschland): Hinter der Sonne[1][3]
- 2005 – Kunstverein Arnsberg, Arnsberg (Deutschland): Nasan Tur[1][3]
- 2006 – Nassauischer Kunstverein, Wiesbaden (Deutschland): Nichts geht mehr[1][3]
- 2006 – Taller Públic, Mexiko-Stadt (Mexiko): Lie Low Project RIM[1][3]
- 2007 – Kunsthalle Mannheim, Mannheim (Deutschland): Nasan Tur – J.W. Hector Kunstpreis[1][3]
- 2008 – TANAS, Berlin (Deutschland): KOMUNISMUS SOZIALLISMUS KAPIETALISMUS[1][3]
- 2009 – Kunstmuseum Stuttgart, Stuttgart (Deutschland): Frischzelle_11[1][3]
- 2009 – Goethe-Institut, Belgrad (Serbien): Belgrade says...[1][3]
- 2009 – Yapı Kredi Kâzım Taşkent Art Gallery, Istanbul (Türkei): Collective Notice[1][3]
- 2010 – Artitude Kunstverein, Berlin (Deutschland): Super Reactive Subjects 6[1][3]
- 2010 – Verein für zeitgenössische Kunst, Institut für Kunst im öffentlichen Raum Steiermark, Steirischer Dachverband der offenen Jugendarbeit, Graz (Österreich): FREIZEICHEN – Da, wo viele Höhlen sind, Köflach, joint project between[1][3]
- 2011 – Kunsthalle Mannheim, Mannheim (Deutschland): Premiere_2[1][3]
- 2011 – Gallery Mana, Istanbul (Türkei): Kapital[1][3]
- 2011 – Universalmuseum Joanneum, Graz (Österreich): Der unbekannte Ritter, installation in public space[1][3]
- 2013 – Blain|Southern Gallery, Berlin (Deutschland): At your own[1][3]
- 2013 – Kunstverein Rosenheim, Rosenheim (Deutschland): Breaking Records[1][3]
- 2013 – Video-Forum Neuer Berliner Kunstverein, Berlin (Deutschland): Video of the Month[1][3]
- 2013 – RUM46, Aarhus (Dänemark): Good News[1][3]
- 2014 – Kunstraum Innsbruck, Innsbruck (Österreich): Schichten[1][3]
- 2014 – Kunsthal 44 Møen, Askeby (Schweden): First Shot[1][3]
- 2015 – Gallery Wilma Tolksdorf, Frankfurt am Main (Deutschland): Nasan Tur[1][3]
- 2015 – Blain|Southern Gallery, London (Vereinigtes Königreich): Nasan Tur[1][3]
- 2015 – Musei di Villa Torlonia, Rom (Italien): L ́ombra della luce[1][3]
- 2015 – West, Den Haag (Niederlande): Magic[1][3]
- 2016 – Kunst Haus Wien, Wien (Österreich): Running Blind[1][3]
- 2016 – Blain|Southern Gallery, Berlin (Deutschland): Funktionieren[1][3]
- 2016 – Deweer Gallery, Otegem (Belgien): Nasan Tur[1][3]
- 2017 – Dirimart, Istanbul (Türkei): Splinter In My Eye[1][3]
- 2017 – Fondazione Adolfo Pini, Mailand (Italien): Memory as Resistance[1][3]
- 2017 – Oldenburger Kunstverein, Oldenburg (Deutschland): Nasan Tur[1][3]
- 2017 – Städtische Galerie Nordhorn, Nordhorn (Deutschland): Nasan Tur[1][3]
- 2017 – Kunstverein Göppingen/Kunsthalle Göppingen, Göppingen (Deutschland): Nasan Tur[1][3]
- 2017 – Kunstverein Göppingen, Göppingen (Deutschland): Schalung, art in public space project[1][3]
- 2018 – Casamadre Arte Contemporanea, Neapel (Italien): Nasan Tur[1][3]
- 2018 – Pori Art Museum, Pori (Finnland): Nasan Tur[1][3]
- 2018 – Deweer Gallery, Otegem (Belgien): Nasan Tur[1][3]
- 2018 – Koenig2 – Christine König Galerie, Wien (Österreich): KAPITAL – Nasan Tur[1][3]
- 2019 – Museumsquartier Osnabrück, Felix Nussbaum Haus, Osnabrück (Deutschland): Nasan Tur[1][3]
- 2019 – Schwarzsche Villa, Berlin (Deutschland): Back and Forth[1][3]
- 2019 – Kurt-Kurt Artspace, Berlin (Deutschland): Nasan Tur[1][3]
- 2020 – LittleKrimminals, Berlin: Don’t be afraid, art in public space project[1][3]
- 2021 – Dirimart, Istanbul (Türkei): No Surrender[1][3]
- 2022 – Keteleer Gallery, Antwerpen (Belgien): CLASH[1][3]
- 2023 – Berlinische Galerie, Berlin (Deutschland): Hunted[1][3][12]
- 2023 – Callirrhoe Gallery, Athen (Griechenland): In every moment[1][3]

### Gruppenausstellungen
- 1998 – Stadtkirche Offenbach in Kooperation mit der Hochschule für Gestaltung Offenbach, Offenbach (Deutschland): LARVE[1][3]
- 1999 – Schirn Kunsthalle, Frankfurt am Main (Deutschland): 0-1 and back again[1][3]
- 2001 – Technic University Gallery, Istanbul (Türkei): Vasisdas[1][3]
- 2003 – Kunsthalle Mannheim, Mannheim (Deutschland): Die neue Kunsthalle[1][3]
- 2003 – The Museum of Modern Art Saitama, Saitama (Japan): Where?/Here?[1][3]
- 2003 – Städel Museum, Frankfurt am Main (Deutschland): Absolvenz[1][3]
- 2003 – Proje 4L Elgiz Museum, Istanbul (Türkei): I'm Too Sad To Kill You![1][3]
- 2004 – Goethe-Institut, Athen (Griechenland): Emporter des femmes à Paris[1][3]
- 2004 – Badischer Kunstverein, Karlsruhe (Deutschland): Brothers and Sisters and Birds[1][3]
- 2004 – Mains d’Œuvres, Paris (Frankreich): Indifference/Difference[1][3]
- 2004 – Badisches Landesmuseum, Karlsruhe (Deutschland): Invisible[1][3]
- 2004 – Bilsar, Istanbul (Türkei): Someone Else's Problem[1][3]
- 2004 – Museum Folkwang, Essen (Deutschland): Das erinnerte Haus[1][3]
- 2004 – K2 Contemporary Art Center, Izmir (Türkei): Hidden Face[1][3]
- 2004 – Forum für öffentliche Gegenwartskultur, Darmstadt (Deutschland): fog-Kunst im öffentlichen Raum[1][3]
- 2004 – 5th Cetinje Biennale, Cetinje (Montenegro): Love it or Leave it[1][3]
- 2004 – Kulturbahnhof Kassel, Kassel (Deutschland): Monitoring[1][3]
- 2005 – Istanbul Modern, Istanbul (Türkei): 3 Video[1][3]
- 2005 – Badisches Landesmuseum, Karlsruhe (Deutschland): ...mehr als nur Gaeste...[1][3]
- 2005 – Martin-Gropius-Bau, Berlin (Deutschland): Urban Realities: Focus on Istanbul[1][3]
- 2005 – Galerie Adler, Frankfurt am Main (Deutschland): Fresh and coming video – Screening #1[1][3]
- 2005 – International Festival of Video Art, Wolgograd (Russland): Videologija Volgograd[1][3]
- 2005 – Martin-Gropius-Bau, Berlin (Deutschland): Rundlederwelten[1][3]
- 2006 – The New Gallery, Jerusalem (Israel): Forest Man[1][3]
- 2006 – Estasionarte, Mexiko-Stadt (Mexiko): Estasionarte[1][3]
- 2006 – Badisches Landesmuseum, Karlsruhe (Deutschland): Dialog: Zeitgenössische Kunst im historischen Kontext[1][3]
- 2006 – Kunst- und Kulturstiftung Opelvillen Rüsselsheim, Rüsselsheim (Deutschland): Geld schießt keine Tore[1][3]
- 2006 – Fort Saint Angelo, Vittoriosa (Malta): Crossings: A Contemporary View[1][3]
- 2006 – Karşı Sanat, Istanbul (Türkei): Territories of Duration[1][3]
- 2006 – 47th October Salon, Belgrad (Serbien): art, life & confusion[1][3]
- 2006 – Villa Manin-Center for Contemporary Art, Codroipo (Italien): EurHope 1153[1][3]
- 2007 – Université de Picardie Jules Verne, Amiens (Frankreich): Crossings[1][3]
- 2007 – White Space-Raum für aktuelle Kunst, Zürich (Schweiz): Miriam Steinhauser-Nasan Tur[1][3]
- 2007 – Brooklyn Industries Contemporary Art, New York City (USA): Out of Loop[1][3]
- 2007 – The Nicosia Municipal Arts Center, Nikosia (Zypern): Crossings: A Contemporary View[1][3]
- 2007 – Galerija Nova, Zagreb (Kroatien); Stadtforum, Graz (Österreich): Ground Lost[1][3]
- 2007 – Museum Angewandte Kunst, Frankfurt am Main (Deutschland): Gestalte!/Create![1][3]
- 2007 – 7th International Photo-Triennial, Galerie der Stadt Esslingen, Esslingen am Neckar (Deutschland): Identität/Identitätskonstruktion/Heimat[1][3]
- 2007 – Calouste Gulbenkian Foundation, Lissabon (Portugal): The State of the World[1][3]
- 2007 – Karşı Sanat, Istanbul (Türkei): Be a realist, demand the impossible![1][3]
- 2007 – 10th Istanbul Biennial, Istanbul (Türkei): Not Only Possible, But Also Necessary: Optimism in the Age of Global War[1][3]
- 2007 – The Nordic Art Video Festival, Östersund (Schweden): TRUNK 07[1][3]
- 2007 – Verein für zeitgenössische Kunst, Graz (Österreich): Land of Human Rights: To Raise One’s Voice Here and Now[1][3]
- 2007 – Kunsthalle Mannheim, Mannheim (Deutschland): Albrecht Schäfer – Nasan Tur – Sonja Vordermaier H.W. & J. Hector Art Prize[1][3]
- 2008 – Kunstverein Arnsberg, Arnsberg (Deutschland): ZEIGEN[1][3]
- 2013 – Hamburger Bahnhof-Museum für Gegenwart, Berlin (Deutschland): WALL WORKS[1][3]
- 2013 – Lentos Kunstmuseum, Linz (Österreich): 10 Jahre Lentos[1][3]
- 2014 – Martin-Gropius-Bau, Berlin (Berlin): Memory Lab or the Sentimental Turn: Photography Challenges History[1][3]
- 2014 – artQ13, Rom (Italien): dal il al di[1][3]
- 2014 – Center for Contemporary Art Ujazdowski Castle, Warschau (Polen): Future Perfect[1][3]
- 2014 – Pio Monte della Misericordi, Neapel (Italien): Sette Opere per la Misericordia[1][3]
- 2014 – Kunstpalais Erlangen, Erlangen (Deutschland): RE: Collect[1][3]
- 2014 – Galerie Von Bartha; Galerie Stampa; Galerie Idea Fixa, Basel (Schweiz): 3 + 6 = 1[1][3]
- 2014 – Fundación PROA, Buenos Aires (Argentinien): Artists Film International[1][3]
- 2014 – Gisbourne Rohkunstbau, Rohkunstbau Schloss Roskow, Potsdam (Deutschland): Revolution XX[1][3]
- 2014 – Edition Block, Berlin (Deutschland): Rainproof ideas & more editions[1][3]
- 2014 – Kaliningrad State Art Gallery, Kaliningrad (Russland): Future Perfect[1][3]